# Haamstede

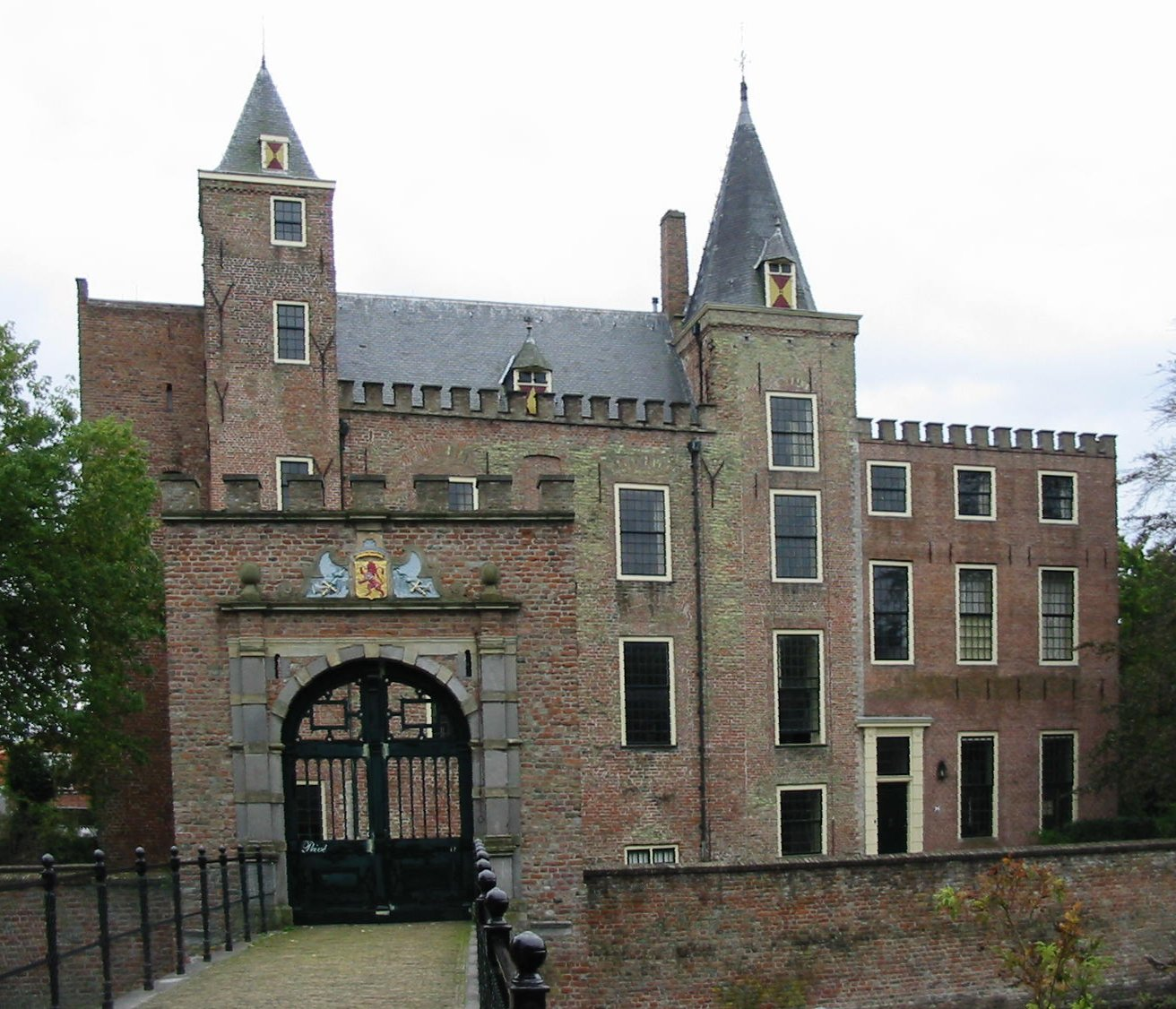
Slot Haamstede

Haamstede (Zeeuws: Aemstie) is een dorp op het eiland en onderdeel van de gemeente Schouwen-Duiveland in de Nederlandse provincie Zeeland. Het ligt tegen het dorp Burgh aan, het geheel wordt dan ook wel Burgh-Haamstede genoemd. Tot 1961 was Haamstede een zelfstandige gemeente. Op die datum vormde het samen met Burgh, Noordwelle, Renesse en Serooskerke (Schouwen) de nieuwe gemeente Westerschouwen. In 1997 ging die op haar beurt op in Schouwen-Duiveland.
Het dorp ligt voor het grootste gedeelte achter de duinen op het meest westelijke deel van het eiland Schouwen-Duiveland. Haamstede telt 35 rijksmonumenten.

## Naam
De naam Haamstede komt van "heem", dat woning betekent en "stede", dat een verouderd woord voor plaats is: een "woonplaats". Vergelijk hiermee Heemstede.

## Geschiedenis
Het dorpsgebied werd al voor de Romeinse tijd bewoond. Uit de middeleeuwen dateert Slot Haamstede dat onder andere werd bewoond door Witte van Haemstede, een bastaardzoon van graaf Floris V.
Vanaf het begin van de twintigste eeuw werd het toerisme een steeds belangrijkere bron van inkomsten. Voor de Tweede Wereldoorlog werd in een duinvallei ten westen van de oude dorpskern een nieuwe wijk gebouwd die de naam 'Nieuw-Haamstede' kreeg. Er kwamen voornamelijk houten vakantiehuizen, die later steeds meer vervangen werden door stenen huizen. Vanaf vliegveld Haamstede was er een vliegverbinding met het vasteland. In de Tweede Wereldoorlog maakte de Duitse bezetter gebruik van dit vliegveld. Later vestigden de zweefvliegers van Vliegclub Haamstede zich er.
In het begin van de jaren 1920 werd de Kunstmatige vlasserij 'Schouwen' NV gevestigd in Haamstede. Dit was het grootste vlasbedrijf van Schouwen-Duiveland. In 1966 sloot het bedrijf vanwege concurrentie uit onder andere de Sovjet-Unie.
In de Tweede Wereldoorlog werd een deel van Haamstede ontruimd en werden door de Duitsers in de duinen verdedigingswerken gebouwd in het kader van de Atlantikwall. Restanten hiervan zijn nog aanwezig.

## Recreatie en natuur
De stranden en duinen bij Haamstede trekken veel toeristen. In de jaren 1960 en 1970 groeide het massatoerisme en ontstonden veel campings en andere toeristische voorzieningen. Tegelijkertijd groeide het besef dat de aanwezige natuur beschermd moest worden, hetgeen vooral door Staatsbosbeheer en Natuurmonumenten ter hand werd genomen. Grote delen van het duinlandschap zijn tot beschermd gebied verklaard en vrijwel niet meer toegankelijk voor het publiek.